# Université communiste des travailleurs d'Orient
L'université communiste des travailleurs d'Orient (russe : Коммунистический университет трудящихся Востока ou KUTV) également connue sous appellation d'université communiste des travailleurs de l'Est ou d'université d'Extrême-Orient, est une université à vocation révolutionnaire situé à Moscou pendant l'Union soviétique à destination des dirigeants politiques importants. L'université travaille au sein de l'internationale communiste et a existé de 1921 à la fin des années 1930.
D'importants dirigeants y ont étudié, comme :
- Deng Xiaoping, secrétaire général du Parti communiste chinois ;
- Hô Chi Minh, président de la République démocratique du Viêt Nam.
- Katayama Sen, un des premiers membres du Parti communiste américain et du Parti communiste japonais
- Khertek Anchimaa-Toka, présidente du Præsidium du Petit Khoural (parlement) de Tannou-Touva ;

Le Parti communiste français se charge de la logistique afin d'amener à Moscou des Vietnamiens. Entre 1925 et 1934, sur les 47 élèves vietnamiens de l'université, 40 proviennent de France.

## Anciens élèves
- Cai Chang
- Li Fuchun